# Церква Святої Трійці (Нова Прилука)
Церква Святої Трійці (Параскеви) — православний храм у селі Нова Прилука, пам'ятка архітектури.
Церква побудована на початку XIX століття в формі класицизму. Має прямокутну форму з гранчастою апсидою, тринавна, чотиристовпна, одноглава. Побудована з цегли, над притвором поставлена дерев'яна дзвіниця зі шпилем. Центральна частина пам'ятки завершена шатровим покриттям на дерев'яному барабані. На північному і південному фасадах двоколонні лоджії, західний розчленований пілястрами і увінчаний трикутним фронтоном. В інтер'єрі висотно розкритий простір верху контрастує з пласкими перекриттями на стінах — олійний живопис кінця XIX століття.
Розташована в центрі села. Поруч з церквою знаходиться пам'ятний знак на честь єдиного з Вінниччини нобелівського лауреата Зельмана Ваксмана.

## Галерея

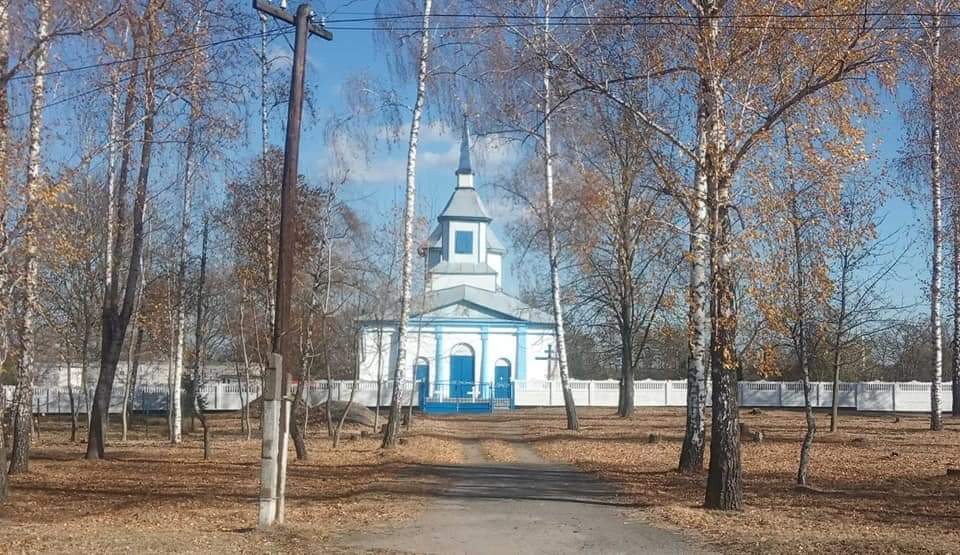
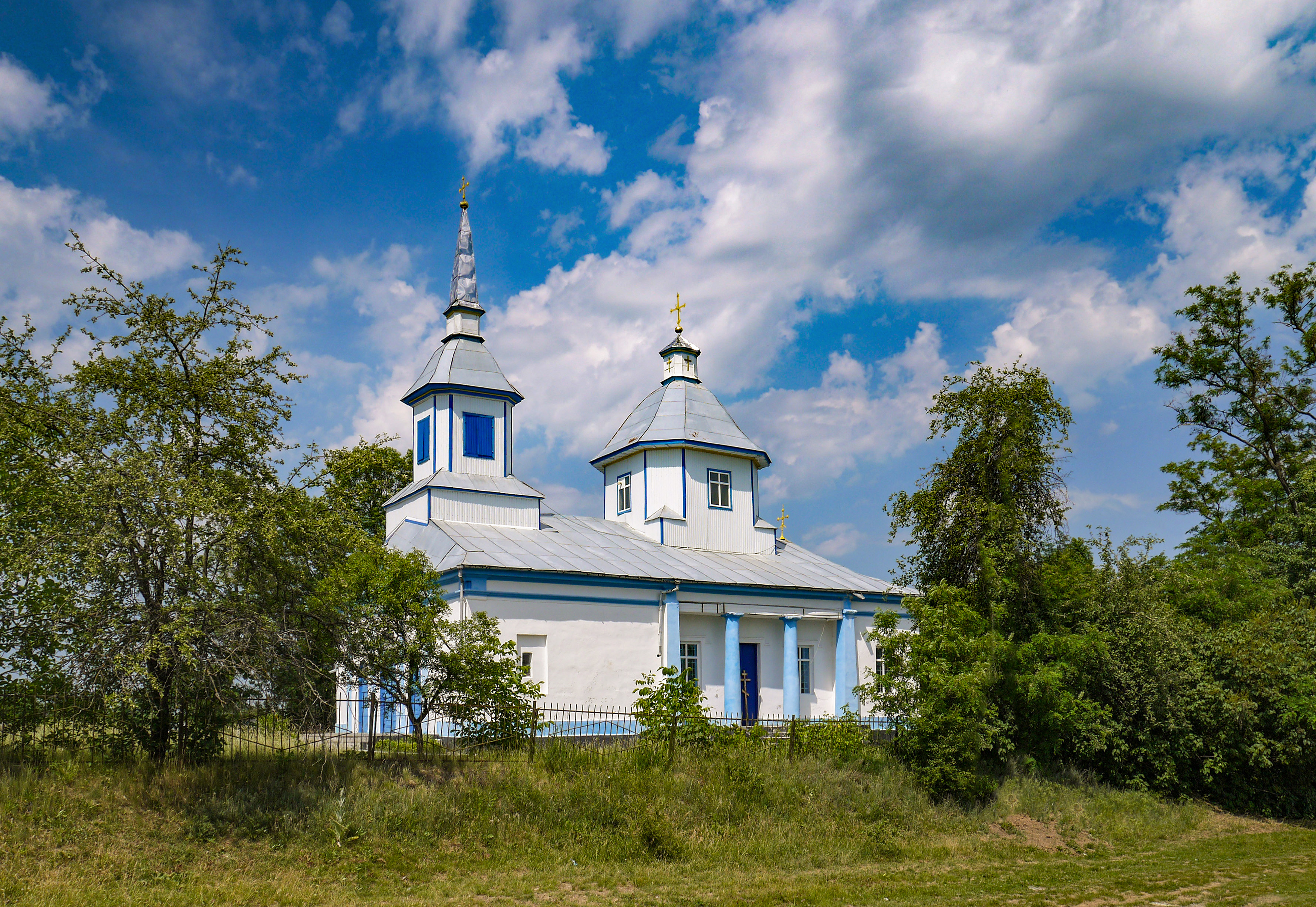
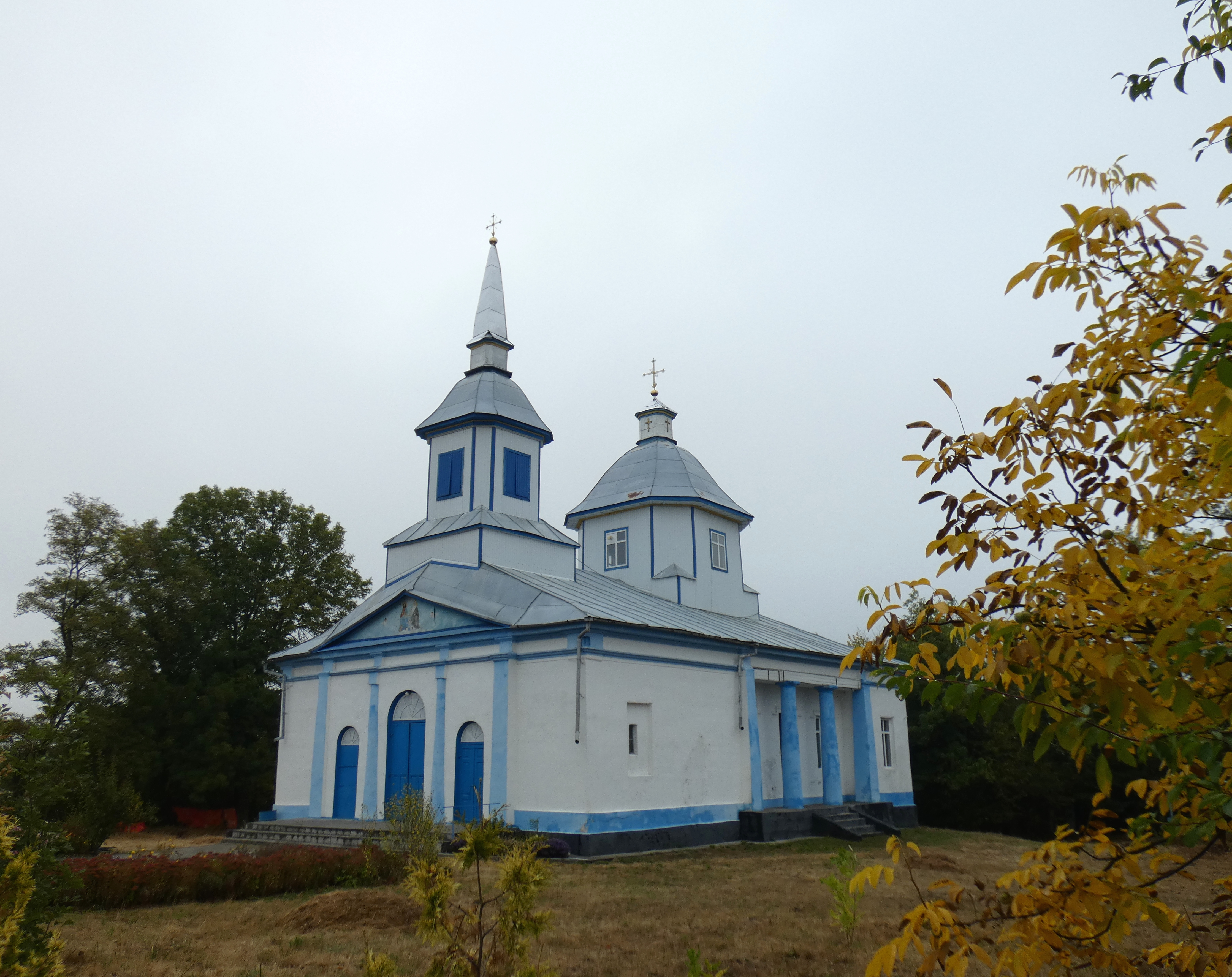
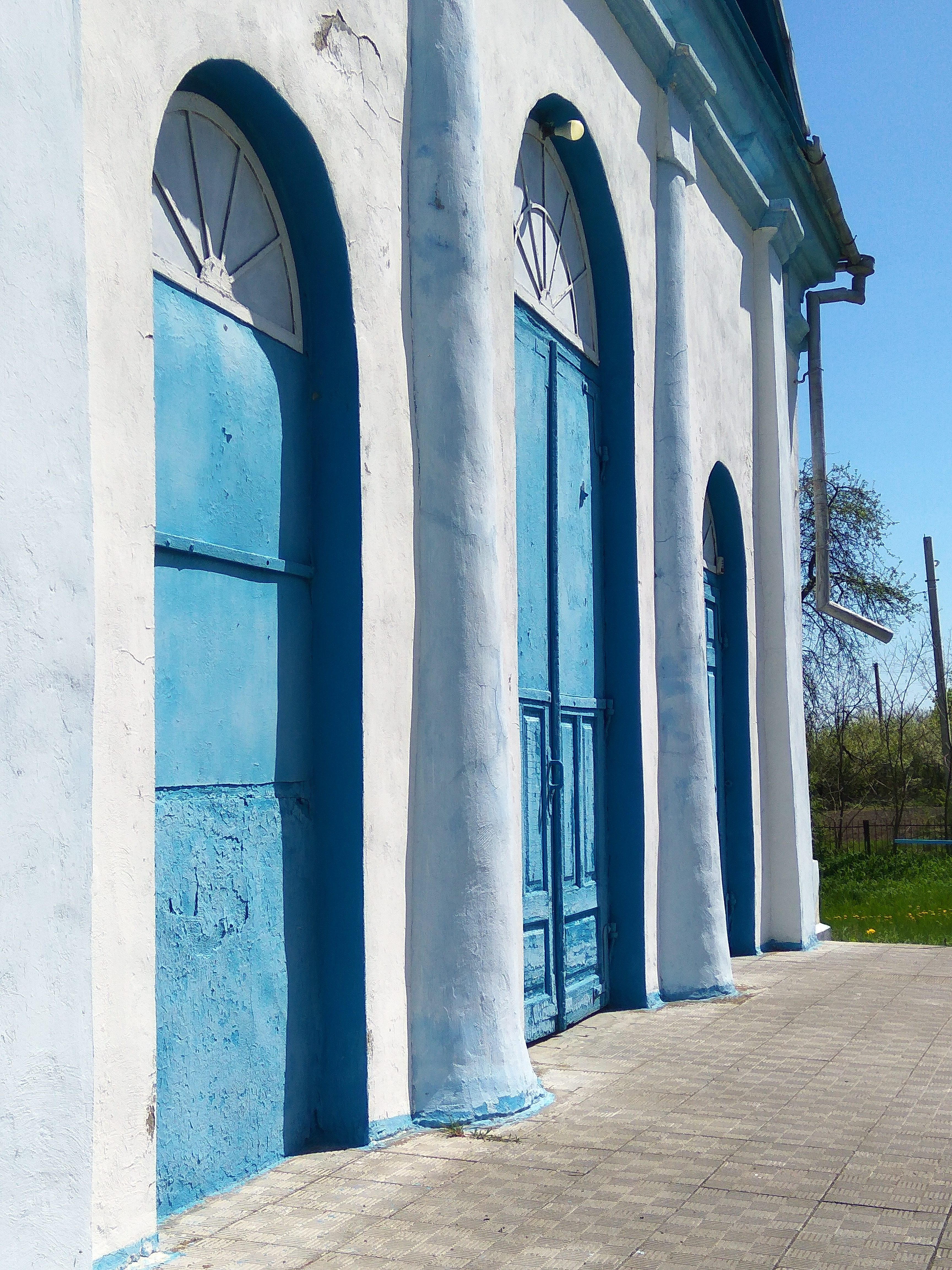
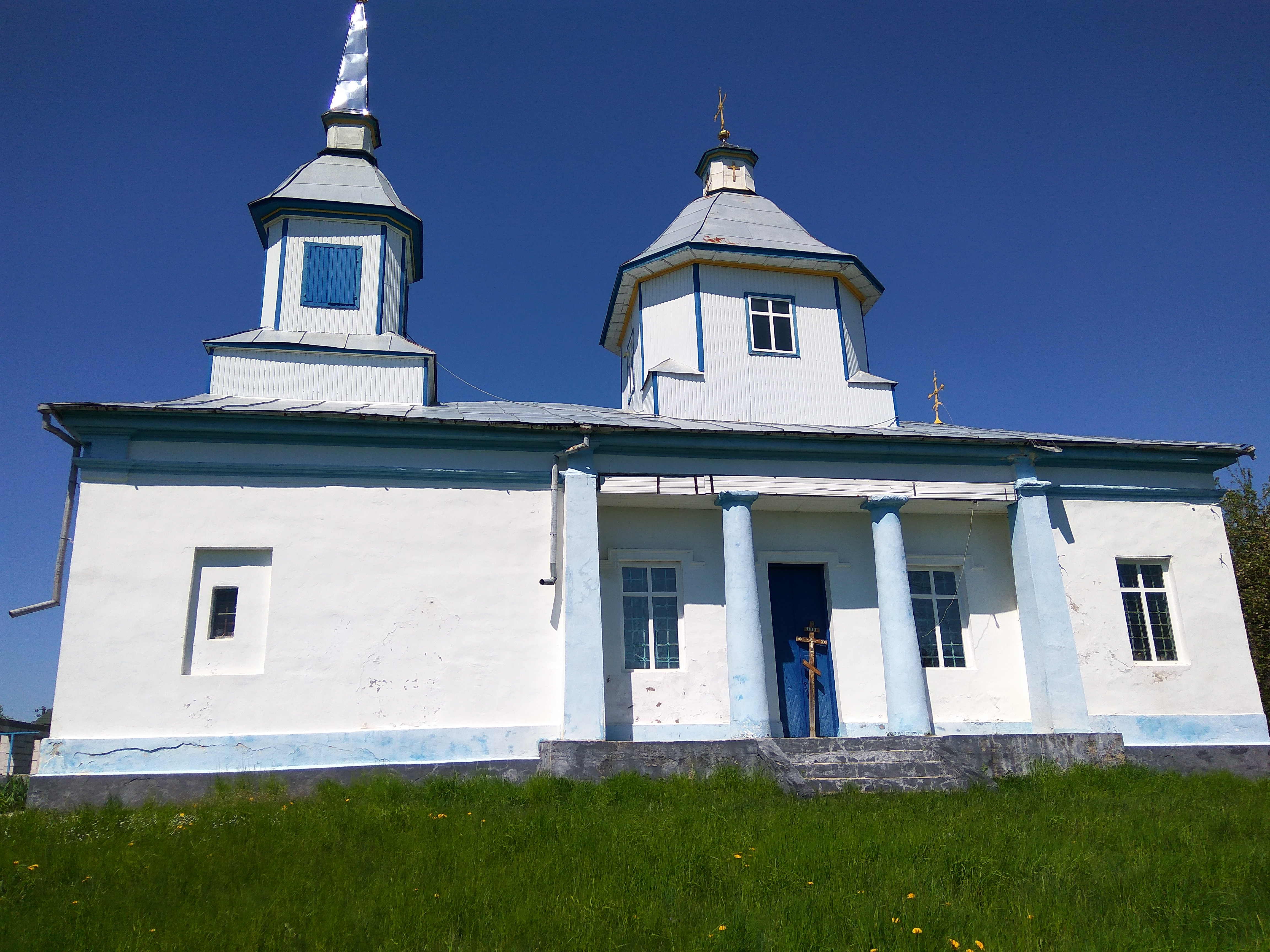
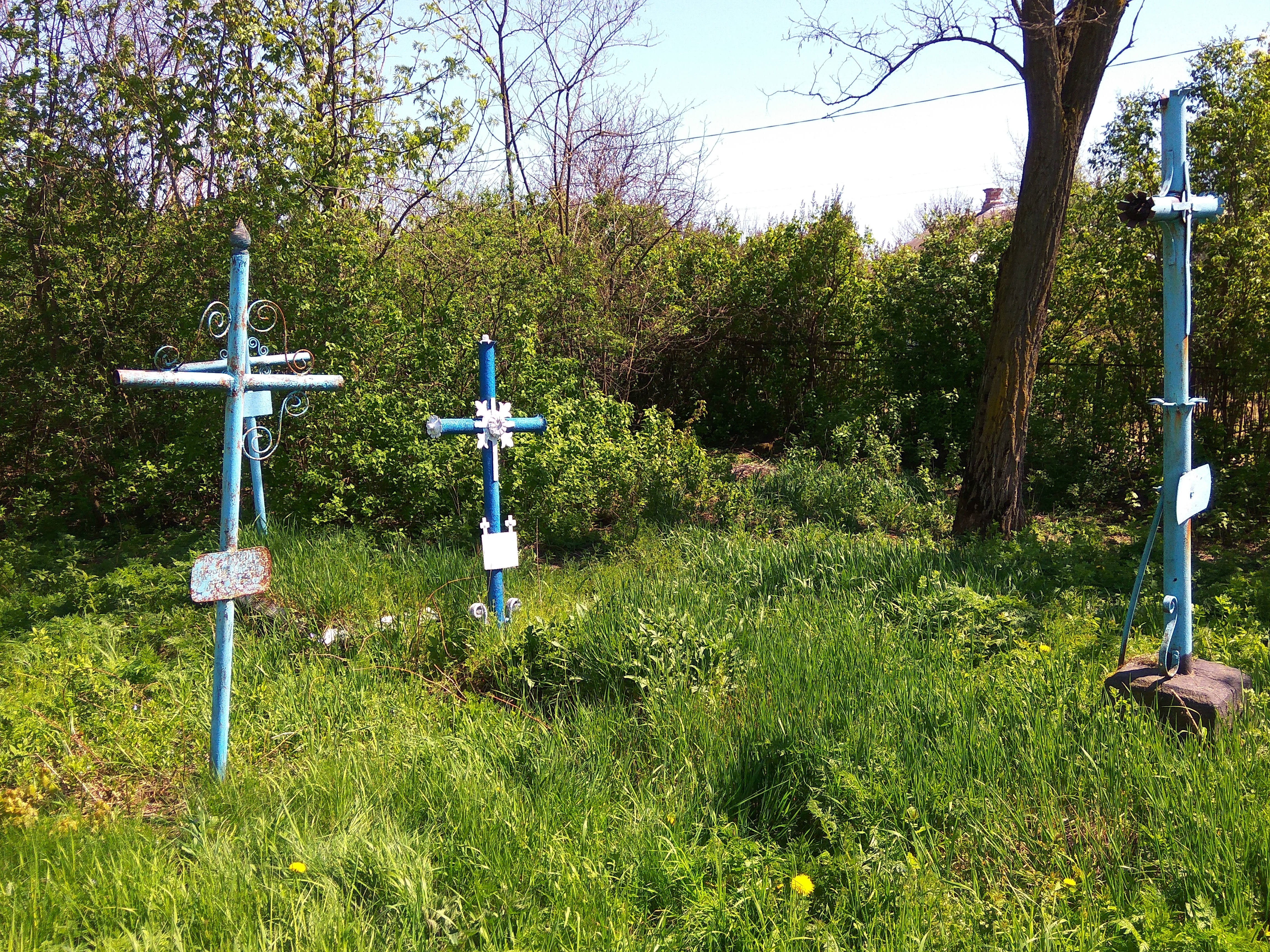